# Xã Columbus, Quận Adams, Illinois
Xã Columbus (tiếng Anh: Columbus Township) là một xã thuộc quận Adams, tiểu bang Illinois, Hoa Kỳ. Năm 2010, dân số của xã này là 551 người.